# Mortierella selenospora
Mortierella selenospora är en svampart som beskrevs av W. Gams 1976. Mortierella selenospora ingår i släktet Mortierella och familjen Mortierellaceae.   Inga underarter finns listade i Catalogue of Life.